# Brachychloa
Brachychloa es un género de plantas fanerógamas de la familia de las poáceas. Es originario del sur de Mozambique en los bosques costeros en suelo arenoso. Comprende 2 especies descritas y  aceptadas.

## Taxonomía
El género fue descrito por Sylvia Mabel Phillips y publicado en Kew Bulletin 37(1): 145,158. 1982.

## Especies aceptadas
A continuación se brinda un listado de las especies del género Brachychloa aceptadas hasta noviembre de 2014, ordenadas alfabéticamente. Para cada una se indica el nombre binomial seguido del autor, abreviado según las convenciones y usos.
- Brachychloa fragilis S.M.Phillips
- Brachychloa schiemanniana (Schweick.) S.M.Phillips